# Shaun Ellis
Shaun Ellis (Great Massingham, Inglaterra, 12 de octubre de 1964) es un investigador de la vida silvestre de origen británico, quién es conocido por haber vivido junto con lobos, esto después de haber adoptado una camada de lobeznos abandonados por la madre. Fue el protagonista de un filme documental llamado " A Man Among Wolves" el cual ha sido mostrado en National Geographic Channel.
El documental muestra como imitando cuidadosamente el comportamiento de los lobos de la camada Shaun Ellis logra convertirse en un miembro más de esta, llegando a ser el macho alfa de la manada.
Durante la convivencia de Ellis con la manada conformada por tres lobeznos, les muestra como obtener comportamientos propios de lobos salvajes, esto mediante castigos corporales, juegos, y aullidos. El motivo de estas enseñanzas son para algún día poder reinsertar al mundo salvaje a los tres lobos que conforman dicha manada. 
Shaun adopta una camada de tres cachorros de lobo abandonados y los cría hasta que tiene que soltarlos en libertad a la naturaleza. Sus tres lobeznos, crean una manada en la que Shaun es el líder y todos los lobos de la manada le respetan.

## Críticas
Ellis, junto con su programa de TV El hombre entre lobos, ha sido criticado por el Centro Internacional de Lobos por su nítido sensacionalismo. Nancy Gibson, una bióloga de lobos, que estudió bajo a tutela de L. David Mech, escribió lo siguiente en lo que respecta a los métodos de Ellis:

He criado muchos más lobos en cautiverio que el "hombre entre lobos", Shaun Ellis ... La crianza de cachorros de 10 días de edad hasta su edad adulta requiere un grupo entrenado de individuos, como una manada . Cuando algunas personas toman un descanso de los lobos, otras tienen que estar presentes para la atención constante que incluye alimentación, vacunas y manejo crítico para limitar el tiempo bajo el cuidado de un veterinario. Ellis hizo un flaco favor a las extensas experiencias de los cuidadores de lobos si, de hecho, él ha sido el único cuidador, como se implica.

Las críticas también atendieron a sus intentos de enseñar a los lobos cómo aullar y cazar, ya que Gibson afirmó que es natural para ellos. David Mech declaró "El Sr. Ellis no es ni científico ni experto en el comportamiento natural de los lobos." Denise Taylor, la directora ejecutiva de la UK Wolf Conservation Trust, rechazó la metodología de Ellis por ser parte de 

"las persecuciones-machistas propulsores del número creciente de presentadores de televisión que piensan que es aceptable arrastrar a los televidentes para dar miedo sobre criaturas altamente peligrosas de sus hábitats, y luchan con ellos y los dominan "

## Algunas publicaciones
- The Wolf Talk. Rainbow Publishing. 2003. ISBN 1-899057-03-X

- Spirit of the Wolf Talk. Parragon. 2006. ASIN B000R0HZ1U

- The Man Who Lives with Wolves. HarperCollins. 2009. ISBN 978-0-00-732716-4

- Wolf Within: How I Learned to Talk Dog. Harper. 2011. ISBN 978-0-00-732717-1